# Bernice Madigan
Bernice Madigan (née Emerson ; 24 juillet 1899 – 3 janvier 2015) était une supercentenaire américaine, la doyenne des habitants du Massachusetts. À sa mort, elle était la cinquième personne vivante la plus âgée au monde et la quatrième personne vivante la plus âgée aux États-Unis. Elle fait partie des 100 centenaires du prix Archon Genomics XPRIZE.

## Biographie
Bernice est née le 24 juillet 1899 à West Springfield, dans le Massachusetts, de Harry Emerson et Grace Bennett. À l'âge de 6 ans, elle s'installe dans la ville de Cheshire. Diplômée du lycée Adams en 1918, elle s'installe à Washington, D.C., où elle travaille comme secrétaire à l'Administration des anciens combattants, puis au Département du Trésor.
Bernice, républicaine de longue date, a assisté à l'investiture de Warren G. Harding en 1921 et a cité Dwight D. Eisenhower et Ronald Reagan comme ses présidents préférés. Bernice a épousé Paul Madigan le 10 septembre 1922 à Washington. Paul est décédé en 1976. Elle est revenue de Silver Spring, dans le Maryland, à Cheshire en 2007, où elle passa les dernières années de sa vie.
Bernice n'a pris aucun médicament, pas même une vitamine quotidienne. Elle est décédée dans son sommeil à 2 heures du matin le 3 janvier 2015, à l'âge de 115 ans.